# 芸術科学大学
芸術科学大学（げいじゅつかがくだいがく）は、芸術大学のように美術や造形芸術、各種デザイン、写真映像などのビジュアルアートや、演劇や音楽などに、科学的視点や要素を取り入れ、芸術全般の教育研究を行うことを主目的とした大学である。
日本で芸術科学大学の名称をもつ大学として、倉敷芸術科学大学がある。その他、芸術分野の芸術大学院大学として岐阜県立情報科学芸術大学院大学が大学名に科学芸術を冠している。
倉敷芸術科学大学では「芸術と科学の融合／協調」をミッションとして掲げる。これまで日本では、芸術と科学は対極にあるものであり、両立を目指す教育は困難であると考えられてきた。しかし、21世紀型教育として欧米で注目されているSTEAM教育は、Science（科学）、Technology（技術）、Engineering（工学）、Mathematics（数学）を統合的に学習する「STEM教育」に、さらにArts（リベラル・アーツ）を統合する教育手法であり、STEM教育ににArts（人文科学や芸術を含めたリベラル・アーツ）を加えることで、創造的な発想を生み出すことを目的としている。